# South Tucson
South Tucson es una ciudad ubicada en el condado de Pima en el estado estadounidense de Arizona. En el Censo de 2010 tenía una población de 5652 habitantes y una densidad poblacional de 2.094,29 personas por km².

## Geografía
South Tucson se encuentra ubicada en las coordenadas 32°11′44″N 110°58′9″O / 32.19556, -110.96917. Según la Oficina del Censo de los Estados Unidos, South Tucson tiene una superficie total de 2,7 km², de la cual 2,7 km² corresponden a tierra firme y (0%) 0 km² es agua.

## Demografía
Según el censo de 2010, había 5.652 personas residiendo en South Tucson. La densidad de población era de 2.094,29 hab./km². De los 5.652 habitantes, South Tucson estaba compuesto por el 45,8% blancos, el 3,03% eran afroamericanos, el 10,7% eran amerindios, el 0,78% eran asiáticos, el 0,11% eran isleños del Pacífico, el 36,15% eran de otras razas y el 3,96% pertenecían a dos o más razas. Del total de la población el 78,47% eran hispanos o latinos de cualquier raza.